# Stevica Ristić
Pour les articles homonymes, voir Ristic.
Stevica Ristić (en macédonien : Стевица Ристиќ), né le 23 mai 1982 à Vršac en Yougoslavie, est un footballeur international macédonien.
Il évolue actuellement au poste d'attaquant avec le club de Jeonnam Dragons.

## Biographie

### Sélection
Stevica Ristić est convoqué pour la première fois par le sélectionneur national Srečko Katanec  pour un match amical face à l'Albanie le 7 février 2007. Il se distingue en marquant son premier but.
Il compte 17 sélections et 1 but avec l'équipe de Macédoine depuis 2007.

## Palmarès

### En club
- Pohang Steelers :
  - Vainqueur de la Coupe de Corée du Sud en 2008
  - Vainqueur de la Coupe de la Ligue sud-coréenne en 2009
  - Vainqueur de la Ligue des champions en 2009

- FC Bunyodkor :
  - Vainqueur de la Coupe d'Ouzbékistan en 2010

### Récompenses
- Meilleur buteur du championnat de Macédoine en 2005 avec 26 buts et en 2006 avec 27 buts

## Statistiques

### Statistiques en club
| Saison                | Club                  | Championnat           | Championnat | Championnat | Coupe(s) nationale(s) | Coupe(s) nationale(s) | Compétition(s) continentale(s) | Compétition(s) continentale(s) | Compétition(s) continentale(s) | Macédoine du Nord | Macédoine du Nord | Total | Total |
| Saison                | Club                  | Division              | M.          | B.          | M.                    | B.                    | Comp.                          | M.                             | B.                             | M.                | B.                | M.    | B.    |
| 2003 - 2004           | Sileks Kratovo        | Prva Liga             | 28          | 18          | -                     | -                     | -                              | -                              | -                              | -                 | -                 | 28    | 18    |
| 2004 - 2005           | Sileks Kratovo        | Prva Liga             | 32          | 26          | -                     | -                     | C3                             | 2                              | 1                              | -                 | -                 | 34    | 27    |
| 2005 - 2006           | Sileks Kratovo        | Prva Liga             | 31          | 27          | -                     | -                     | CI                             | 2                              | 2                              | -                 | -                 | 33    | 29    |
| 2006 - 2007           | Sileks Kratovo        | Prva Liga             | 16          | 13          | -                     | -                     | -                              | -                              | -                              | -                 | -                 | 16    | 13    |
| 2007                  | Jeonbuk Hyundai       | K League              | 25          | 13          | -                     | -                     | -                              | -                              | -                              | 4                 | 1                 | 29    | 14    |
| 2008                  | Jeonbuk Hyundai       | K League              | 10          | 1           | -                     | -                     | -                              | -                              | -                              | 1                 | 0                 | 11    | 1     |
| 2008                  | Pohang Steelers       | K League              | 11          | 6           | -                     | -                     | -                              | -                              | -                              | 2                 | 0                 | 13    | 6     |
| 2009                  | Pohang Steelers       | K League              | 18          | 6           | -                     | -                     | ACL                            | 10                             | 3                              | 1                 | 0                 | 29    | 9     |
| 2010                  | FC Bunyodkor          | Uzbek League          | 14          | 11          | -                     | -                     | -                              | -                              | -                              | 5                 | 0                 | 19    | 11    |
| 2010                  | Amkar Perm            | Premier-Liga          | 10          | 4           | -                     | -                     | -                              | -                              | -                              | 5                 | 0                 | 15    | 4     |
| 2011 - 2012           | Amkar Perm            | Premier-Liga          | 13          | 2           | 1                     | 0                     | -                              | -                              | -                              | 6                 | 0                 | 20    | 2     |
| 2011                  | Suwon Bluewings       | K League              | 13          | 9           | 3                     | 1                     | ACL                            | 3                              | 0                              | -                 | -                 | 19    | 10    |
| 2012                  | Suwon Bluewings       | K League              | 35          | 10          | 3                     | 3                     | -                              | -                              | -                              | 2                 | 0                 | 40    | 13    |
| 2013                  | Suwon Bluewings       | K League              | 13          | 5           | -                     | -                     | ACL                            | 5                              | 1                              | -                 | -                 | 18    | 6     |
| 2013                  | Shonan Bellmare       | J.League              | 1           | 0           | -                     | -                     | -                              | -                              | -                              | -                 | -                 | 1     | 0     |
| Total sur la carrière | Total sur la carrière | Total sur la carrière | 270         | 151         | 7                     | 4                     | -                              | 22                             | 7                              | 17                | 1                 | 316   | 163   |

### Buts en sélection
Le tableau suivant liste les résultats de tous les buts inscrits par Stevica Ristić avec l'équipe de Macédoine.